# 道の駅区界高原

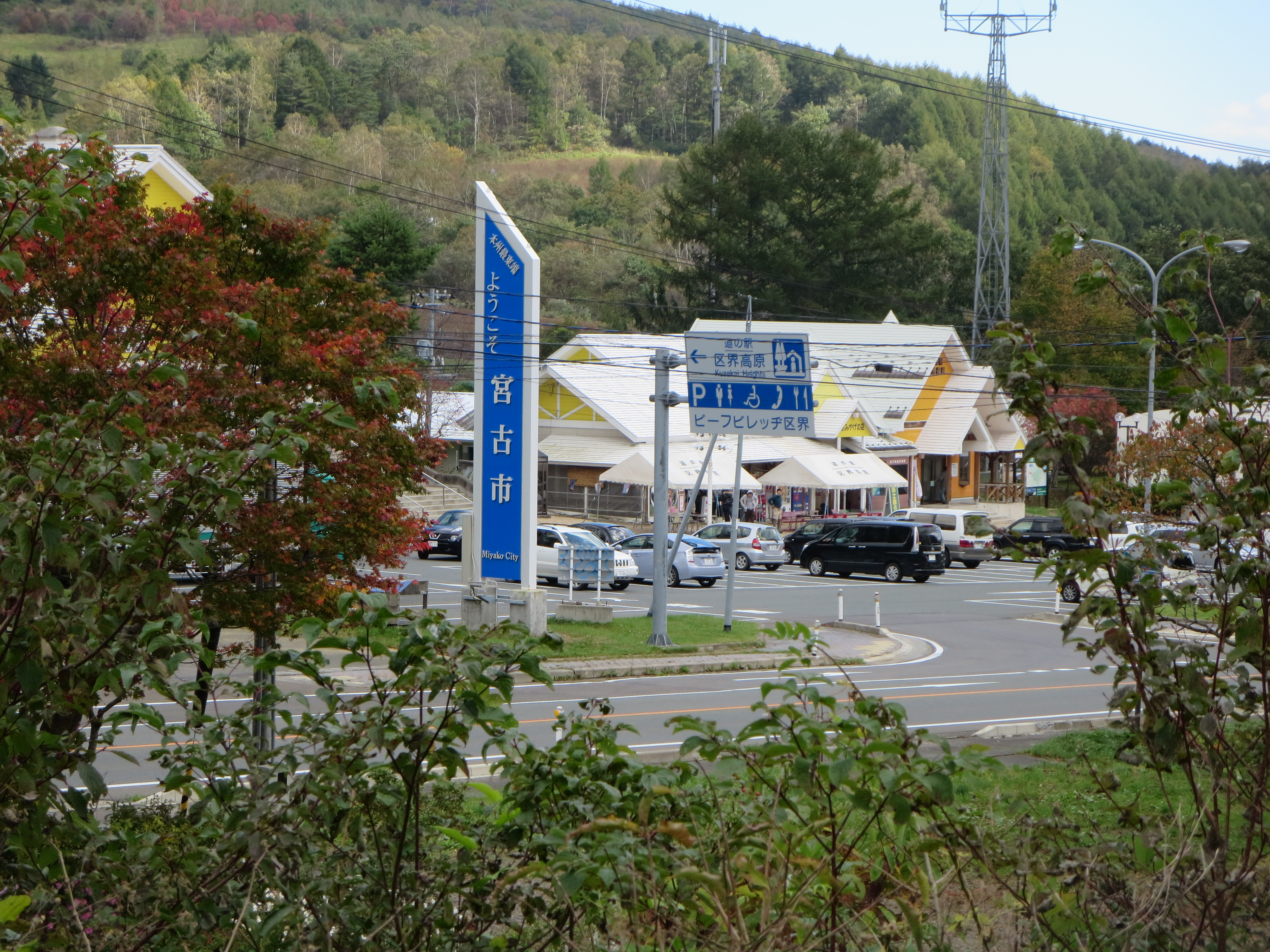
JR山田線 区界駅構内から眺める道の駅区界高原。手前は国道106号

道の駅区界高原（みちのえき くざかいこうげん）は、岩手県宮古市にある国道106号の道の駅である。愛称はビーフビレッヂ区界。JR山田線の区界駅が国道106号をはさんだ南側にある。

## 施設
- 駐車場
  - 普通車：63台
  - 大型車：10台
  - 身障者用：1台
- トイレ（いずれも24時間利用可能）
  - 男：大・5器、小・10器
  - 女：11器
  - 身障者用：1器
- 公衆電話：3台
- 公衆FAX：1台
- インフォメーションセンター
  - 観光案内所
  - イーハトーブ火山支局
  - 休憩所
- 道路情報施設
- ファーストフードコーナー（8:00 - 19:00）
- 公園
- レストラン「ビーフビレッヂ区界」（10:00 - 19:00）

## 休館日
- 無休（冬期は積雪状況により休館の場合あり）

## アクセス
- 国道106号
- 東日本旅客鉄道（JR東日本）山田線 区界駅より徒歩で約5分。
- 岩手県北バス・106急行バス：「区界」バス停下車、すぐ。

## 周辺
- 区界峠
- 市営区界牧野
- 盛岡市区界高原少年自然の家
- 兜明神獄